# Le Mesnil-le-Roi
Le Mesnil-le-Roi település Franciaországban, Yvelines megyében. Lakosainak száma 6340 fő (2022. január 1.). Le Mesnil-le-Roi Maisons-Laffitte, Montesson, Le Pecq, Saint-Germain-en-Laye és Sartrouville községekkel határos.

## Népesség
A település népességének változása:
| Lakosok száma | 6365 | 6303 | 6425 | 6292 | 6292 | 6285 | 6304 | 6322 | 6340 |
|               | 2013 | 2015 | 2016 | 2017 | 2018 | 2019 | 2020 | 2021 | 2022 |